# Cydamus adspersipes
Cydamus adspersipes är en insektsart som beskrevs av Carl Stål 1860. Cydamus adspersipes ingår i släktet Cydamus och familjen krumhornskinnbaggar. Inga underarter finns listade i Catalogue of Life.